# Waqrapukara

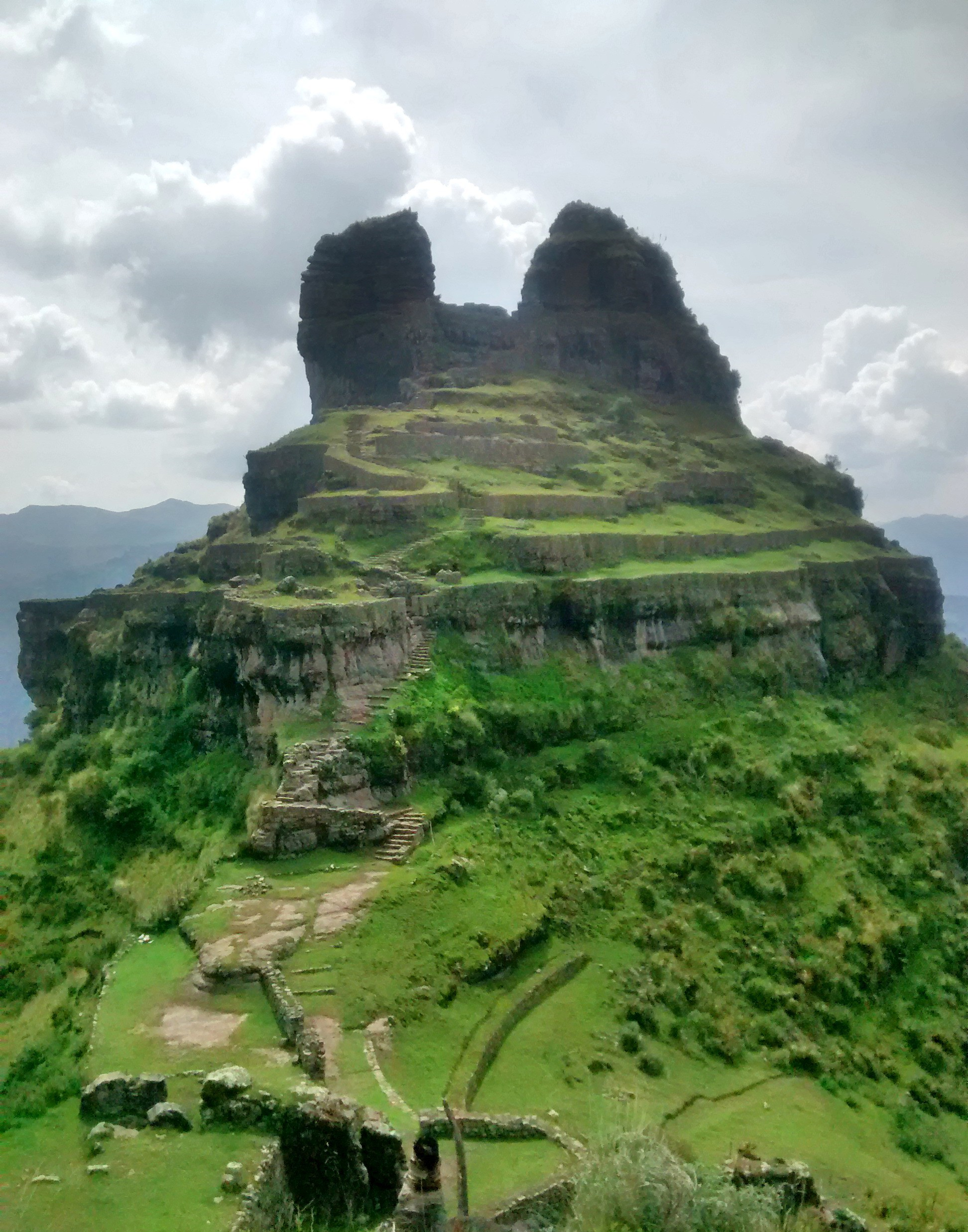
La forteresse de Waqrapukara en 2017.

Waqrapukara (peut-être du quechua waqra "corne", et pukara "forteresse", "la forteresse à cornes",) est un site archéologique situé au Pérou, dans la région de Cuzco, province d'Acomayo, district d'Acos. Il est parfois appelé Llamapukara ("forteresse de la flamme") ou Llaqtapukara ("baraquements de la ville"). Les vestiges actuellement visibles datent de la période des Incas qui ont conquis l'endroit. La forteresse doit son nom à deux formations rocheuses jumelles visibles de loin, qui rendent le site aisément reconnaissable. 

## Localisation
L'endroit se trouve près du río Apurímac, à 4100 mètres d'altitude parmi les montagnes des Andes, à environ 60 km de Cuzco.  

## Histoire
On a retrouvé sur le site des traces de plusieurs cultures successives : les Pukará, les Tiawanaku, les Huaris, puis des céramiques canchis (ou qanchis) remontant à environ 800 après J.-C., et enfin les vestiges incas qui sont les plus visibles dans l'état actuel du site. Le site est voisin de la ville de Pomacanchi qui était très active pendant la période huari.  
Les Incas conquièrent le site. Sous la période inca, Waqrapukara est relié au réseau routier des Chemins incas. L'endroit sert probablement de résidence pour la noblesse inca, de centre d'observation astronomique et de sanctuaire religieux consacré au soleil, à la lune et au dieu créateur Viracocha. Il devient un sanctuaire de premier ordre et un lieu de pouvoir très important. 
À la fin du XXe siècle, l'endroit est oublié, méconnu même des habitants de la région. 
En juillet 2017, le Ministère péruvien de la culture a élevé Waqrapukara au statut de site du patrimoine culturel national. 

## Description
Waqrapukara est une citadelle érigée au centre d'un éperon rocheux. Dans son état actuel, elle consiste en deux enceintes séparées par un vaste espace central. L'ensemble est entouré par huit terrasses artificielles dotées de murs de consolidation, et une série d'enceintes aux extrémités est et ouest. 
L'importance du lieu dans la religion inca est visible au choix architectural de portes dotées de triples huis, un trait architectural qu'on ne trouve que dans les sanctuaires incas les plus importants. 